# Ratt
Ratt — американський глем-метал-гурт з Сан-Дієго, що досяг піку своєї популярності в середині 80-х років. Вважається, що Ratt сильно вплинули на становлення і популяризацію лос-анджелеського хард-року і глем-металу.
Останній нині студійний альбом «Infestation», що став сьомим за їхню кар'єру, вийшов 20 квітня 2010 року. Тепер[коли?] гурт знаходиться в безстроковій відпустці.

## Історія гурту

### Ранні роки (1973—1982)
Витоки Ratt сягають 1973 року в Голлівуді, від гурту під назвою Firedome, заснованого співаком Стівеном Пірсі з кількома друзями. 1974 року гурт розпався, і Пірсі сформував Crystal Pystal. 1976 року ім'я Crystal Pystal перетворилося на Mickey Ratt.
Гітарист Роббін Кросбі в ті ж роки був учасником гуртів Metropolis з Томмі Асакавою і Паррамором МакКарті, Xcalibur, Phenomenon, Secret Service і Mac Meda з Асакавою.
Міккі Ратт пережив різні зміни в складі. Серед учасників були гітаристи Джейк Е. Лі, Кріс Хагер і Боб Делелліс, басисти Метт Торр, Тім Гарсія і Дейв Джеллісон, а також барабанщики Джон Тернер і Боб Айзенберг. Різноманітні склади Mickey Ratt випустили кілька компіляцій демо-записів і запис концерту на інді-лейблі Пірсі Top Fuel Records.
У 1980 році, щоб підвищити свої шанси укласти контракт із великим лейблом, гурт записав сингл під назвою «Dr. Rock» / «Drivin' on E», який роздали фанатам на їхніх ранніх клубних шоу в Лос-Анджелесі.
У 1981 році назву гурту було скорочено до Ratt. Кросбі грав з гуртом пізніше того ж року. Гітарист Воррен ДеМартіні, рекомендований Лі, приєднався до гурту в січні 1982 року. Басист Джин Хантер (з тизера Джейка Е. Лі) і барабанщик Хурт Майєр (який грав на барабанах у ранній пісні «Tell the World», яку написав Пірсі, був їхнім першим записом, який представили на збірці Metal Massacre I), який тимчасово грав у Ratt до приходу Боббі Блотцера (екс-Віка Вержеа) та Хуана Крусьє (раніше з Dokken, і активний у музиці з 1973 року). ДеМартіні було лише 18 років, коли його покликали до Лос-Анджелеса, щоб приєднатися до Ратта. У той час він навчався в коледжі в Сан-Дієго і не хотів кидати навчання, щоб приєднатися до гурту, який досі мав лише обмежений успіх. Марк Торієн ненадовго замінив ДеМартіні, хоча він повернувся вчасно для запису їхнього першого EP, пізніше в 1982 році.

### Ratt EP,Out of the Cellar, Invasion of Your Privacy(1983—1985)
Ratt EP, Out of the Cellar and Invasion of Your Privacy (1983—1985)
У липні 1983 року Ретт підписав контракт із продюсерською компанією Time Coast Music. Компанією керував тодішній менеджер гурту Маршалл Берл. Time Coast раніше видавали записи Spirit і The Alley Cats.
Однойменний міні-альбом гурту, що вийшов у 1983 році, розійшовся тиражем понад 100 000 екземплярів. Гурт набув популярності в клубах Голлівуду, Лос-Анджелес, розкуповуючи численні концерти на вихідних. Стівен Пірсі та Роббін Кросбі разом написали перший сингл гурту «You Think You're Tough», який потрапив на місцеві радіостанції KLOS і KMET. На обкладинці альбому була зображена дівчина гітариста Роббіна Кросбі на той час, Тоні Кітаен, яка пізніше з'явилася в музичних відео Whitesnake.
Однойменний незалежний міні-альбом добре сприйняли, і гурт підписав контракт з Atlantic Records. Ратт одразу почав писати та записувати свій перший повноформатний альбом. «Out of the Cellar» вийшов у березні 1984 року і отримав високу оцінку як шанувальників, так і критиків. Хрипкий, але водночас блюзовий вокал Пірсі відзначається тим, що поєднується з піротехнічною грою на гітарі двох лідерів Кросбі та ДеМартіні, поєднуючи поширені на той час елементи бравади під впливом Van Halen і Aerosmith з новим на той час приглушеним, стаккато стилем гри на гітарі Judas Priest. Тоні Кітаен, яка раніше мала стосунки з Кросбі, погодилася з'явитися на обкладинці їхнього дебютного повноформатного альбому. Вона також з'явилася в їх відео на пісню «Back for More» та на їхньому міні-альбомі минулого року.
Альбом багато звучав на радіо та MTV із такими піснями, як «Round and Round» (яка посіла 12 позицію в чарті Billboard Hot 100, а також у 2020 році в Billboard Rock Digital Sales Chart, досягнувши 18 позиції 4 червня, 2020), «Wanted Man», «Back for More» та «Lack of Communication». Відео для «Round and Round» було відоме тим, що в його дядьку в гостях з'явився дядько Маршалла Берла, Мілтон Берл. Miltie перетягнути персонаж. Out of the Cellar став комерційно успішним, став тричі платиновим у Сполучених Штатах і зробив Ратта зірками вдома та за кордоном. Випуск альбому завершився успішним світовим туром, під час якого гурт розпродав стадіони та арени в усьому світі. Out of the Cellar багато хто вважає найкращою роботою гурту та визначним моментом у хеві-металі 1980-х років, тоді як «Round and Round» посіла 61 місце в шоу VH1 Greatest Hard Rock Songs Show.
Другий повноформатний альбом гурту, Invasion of Your Privacy, вийшов у липні 1985 року. Він посів сьоме місце (це те ж найвище місце, що й Out of the Cellar). Альбом зустрів переважно позитивну реакцію шанувальників і критиків. AllMusic назвав це «ще однією партією солідних поп-метал мелодій».[14] Він містив улюблені «You're in Love» (№ 99 Hot 100) і «Lay It Down» (яка посіла 40 місце в Hot 100), що забезпечило гурту присутність на радіо та MTV. Кадри з виступів гурту в Hirsch Memorial Coliseum у Шрівпорті, штат Луїзіана, і Mississippi Coast Coliseum у Білоксі, штат Міссісіпі, були представлені у відео до пісні «You're In Love». допоміг глибше визначити звук Ratt. Попри те, що він не досяг показників продажів або статусу свого дебюту, Invasion of Your Privacy, тим не менш, отримав подвійний платиновий статус (продано понад два мільйони копій лише в США).[15] Гурт багато гастролював у Сполучених Штатах і Японії, зігравши загалом 112 концертів. У серпні 1985 року гурт виступав на фестивалі Monsters of Rock у замку Донінгтон, Англія.
Модель на обкладинці Invasion — подруга Playboy Маріанна Граватт, яка також знялася у кліпі «Lay It Down». Використання жіночої моделі на обкладинці альбому згодом стало трендом, скопійованим багатьма глем-метал-гуртами 1980-х, зокрема Great White і Slaughter. Центр музичних ресурсів для батьків показав Invasion of Your Privacy на слуханнях у Конгресі, присвячених лейблам батьківського консультування.
Через пару місяців після виходу альбому гурт випустив домашнє відео під назвою Ratt: The Video. Відео включало музичні кліпи з EP Ratt, Out of the Cellar і Invasion of Your Privacy. Це відео було першим комерційно доступним відео, яке досягло статусу продажу золота в США; зрештою він досяг платинового статусу.

### Dancing Undercover,Reach for the Sky(1986—1989)
Наступним релізом Ратта став Dancing Undercover 9 серпня 1986 року. Альбом викликав відносне розчарування у більшості музичних критиків на момент його випуску, оскільки він мав важчий звук, ніж у попередніх альбомів. Проте з комерційної точки зору, альбом зберіг низку послідовних платинових альбомів Ретта, продавши понад мільйон копій у Сполучених Штатах. Серед популярних треків, створених альбомом, були «Dance» і «Slip of the Lip».
Намагаючись сприймати його серйозніше, Ретт порушив традицію зображення жінки на обкладинці. Натомість вони обрали суворі чорно-білі портрети кожного з п'яти учасників гурту. Крім того, альбом не містить жодної пауер-балади серед десяти треків і навіть містить експериментальні набіги на більш трешове та важке звучання. Пісня, яка найбільше відобразила цю зміну, була «Body Talk», яка була включена в саундтрек до фільму Едді Мерфі «Золота дитина» 1986 року. прямолінійніший стиль альбому змусив багатьох шанувальників повірити, що Ratt рухався в напрямку, схожому на треш-стиль, який пропагували такі гурти, як Anthrax, Megadeth і Slayer. Проте трохи експериментальні відтінки альбому були замінені більш блюзовим звуком протягом наступних трьох релізів гурту.
Протягом 1987 року Ретт вирушив у тур по США з новачками Poison і грав у Європі в рамках Monsters Of Rock Tour. Їхній тур з Poison став одним із найкасовіших турів 1987 року.
Reach for the Sky вийшов у листопаді 1988 року. Попри те, що альбом досяг платинового статусу продажів і досяг 17 місця в чартах альбомів Billboard, критики його широко критикували. Після цього альбому гурт розійшовся з давнім продюсером Beau Hill. Попри це, Reach for the Sky містив популярні треки «Way Cool Jr.» і «I Want a Woman», який транслював на MTV, і станом на 2021 рік це останній альбом гурту, який отримав принаймні платиновий статус. Більшу частину 1989 року Ретт провів у світовому турне з метою просування Reach for the Sky за підтримки Great White, Warrant, Kix і Britny Fox.
Сюрреалістична обкладинка альбому в стилі Далі містила статую в окулярах нічного бачення, людську руку, що висувається з пучка шпагату, винищувач Другої світової війни та плетене крісло. Гурт залишився матірним щодо того, що має символізувати обкладинка альбому, щоб сприяти різноманітним інтерпретаціям їхніх шанувальників. Ранні преси обкладинки альбому показали грудну частину статуї, як просив соліст Стівен Пірсі. За словами Пірсі, він хотів використати цю версію обкладинки, але інші учасники гурту побоювалися, що через цю обкладинку платівка не потраплятиме в певні музичні магазини.

### Detonator, turmoil and hiatus (1990—1996)
П'ятий альбом Ratt, Detonator, вийшов у серпні 1990 року. Сер Артур Пейсон став продюсером гурту після Reach for the Sky. Альбом викликав неоднозначну реакцію. Критики стверджували, що йому бракує енергії живого звучання, характерної для попередніх робіт гурту, а деякі стверджували, що гурт дозріває та прагне розширити своє звучання. Detonator показав «Givin' Yourself Away» і «Lovin' You's a Dirty Job». Гурт написав більшість пісень для альбому разом з Десмондом Чайлдом, а Джон Бон Джові з'явився як запрошений бек-вокаліст у «Heads I Win, Tails You Lose».
Під час семи концертів японської частини туру «Detonator» у лютому 1991 року через зловживання Кросбі психоактивними речовинами його гра на сцені ставала дедалі непослідовнішою. Під час одного конкретного шоу, після того як гурт виконав дві пісні з нестандартним налаштуванням, Кросбі неправильно помінявся гітарами зі своїм гітарним техніком; як наслідок, він не був у гармонії з гуртом для наступних двох пісень. Останній концерт японського туру гурту в Осаці виявився останнім для Кросбі з Реттом. Коли гурт повернувся до Сполучених Штатів, Кросбі знову зареєструвався в реабілітаційному закладі, а Ретт продовжив роботу з Майклом Шенкером, колишнім із Scorpions, UFO, Michael Schenker Group і McAuley Schenker Group.
У лютому 1992 року Пірсі покинув гурт, щоб створити новий гурт під назвою Arcade. 1995 року він перейшов на Vicious Delite, а в 1996 році — на Vertex з індустріальним відтінком.
Роббін Кросбі заснував Secret Service, до складу якого входив басист Крис Баратто (із Samantha 7, Juice 13, The Oddfathers). 1993 року Кросбі виступив на однойменному дебютному альбомі Rumbledog. 1994 року у Кросбі виявили ВІЛ, який згодом переріс у СНІД.

### Перше возз'єднання та однойменний альбом (1996—2000)
У 1996 році п'ять учасників класичної епохи Ratt почали обговорювати возз'єднання та подальший альбом. Ратт зрештою пішов вперед із складом у складі Пірсі, ДеМартіні та Блотцера, а також нового учасника Роббі Крейна (раніше учасник сольного гурту Вінса Ніла та туру Пірсі Vertex) на басі. Під час туру гурту в 1997 році вони складалися з чотирьох учасників; під час цього туру Пірсі іноді грав на гітарі.
У липні 1997 року гурт випустив збірний альбом під назвою Collage, який складався з бі-сайдів, альтернативних записів і нових версій пісень періоду Міккі Ретта. 1998 року Ратт уклав угоду з компанією Sony про ведення звукозапису в усьому світі. Однойменний альбом Ratt, випущений у липні 1999 року, містив новий матеріал із традиційнішим відтінком блюз-року. Перший сингл з альбому, «Over the Edge», справді потрапив у чарт Top 40 Mainstream Rock.

## Музичний стиль і тематика пісень
Згідно висловлювань учасників Ratt, на початковому етапі кар'єри на їх музичний стиль вплинули такі виконавці, як Black Sabbath, Van Halen.

## Дискографія
Студійні альбоми
- Out of the Cellar (1984) (3x Platinum in USA)
- Invasion of Your Privacy (1985) (2x Platinum in USA)
- Dancing Undercover (1986) (Platinum in USA)
- Reach for the Sky (1988) (Platinum in USA)
- Detonator (1990) (Gold in USA)
- Collage (1997)
- Ratt (1999)
- Infestation (2010)